# FC Kant-Oil Kant
Maillots
Le Futbal Klubu Kant-Oil Kant (en kirghize : футбол клубу), plus couramment abrégé en FK Kant-Oil Kant, est un ancien club kirghiz de football fondé en 1993 et disparu en 1995, et basé dans la ville de Kant, au nord du pays. 

## Histoire
Le club est fondé sous le nom de FC Han-Tengri Kant et intègre le championnat national kirghize en 1993. L'année suivante, après avoir changé de nom pour devenir le FC Kant-Oil Kant, il remporte le titre et parvient à atteindre le dernier carré de la Coupe nationale. Il réussit à conserver son titre lors de sa dernière saison d'existence, avant de disparaître, en fin d'année 1995.
Son titre en 1994 lui ouvre les portes des compétitions continentales, en l'occurrence la Coupe d'Asie des clubs champions 1995. L'aventure asiatique est de courte durée avec une élimination dès le premier tour, face au club turkmène de Köpetdag Achgabat.

## Palmarès
| Compétitions nationales                                       |
| ------------------------------------------------------------- |
| - Championnat du Kirghizstan (2) : - Champion : 1994 et 1995. |